# Porgy y Bess
Porgy y Bess (cuyo título original en inglés es Porgy and Bess) es una ópera en tres actos con música de George Gershwin y libreto en inglés de Ira Gershwin y DuBose Heyward. Está basada en la novela Porgy de Heyward y en la pieza de teatro del mismo nombre coescrita con su esposa Dorothy. Las tres obras tratan sobre el estilo de vida de los estadounidenses negros en la ficticia Calle Bagre (Catfish Row) en Charleston, Carolina del Sur a principios de la década de 1930.
Originalmente fue concebida como una «ópera folclórica» de los Estados Unidos. La primera versión de la ópera, que duraba cuatro horas (contando los dos intermedios), fue interpretada privadamente en una versión de concierto en el Carnegie Hall, en el otoño de 1935. Eligió como su directora coral a Eva Jessye, quien también dirigió a su propio y renombrado coro. El estreno mundial en escena tuvo lugar en el Colonial Theatre de Boston el 30 de septiembre de 1935, el ensayo para una obra que se pretendía inicialmente para Broadway donde la inauguración tuvo lugar en el Alvin Theater de la ciudad de Nueva York el 10 de octubre de 1935. Durante los ensayos y en Boston, Gershwin hizo muchos cortes y refinó la obra para abreviar su duración y fortalecer la acción dramática. En Broadway llegó a las 124 representaciones. La producción y dirección se confiaron a Rouben Mamoulian, quien previamente había dirigido las producciones de Broadway de la obra teatral de Heyward Porgy. El director musical fue Alexander Smallens.
Utilizó un reparto conformado exclusivamente por cantantes negros con preparación en música clásica, una atrevida visión artística para la época.
Aportó una gran riqueza de idiomas del blues y del jazz a la ópera. Gershwin la consideraba su mejor obra. Pero no fue aceptada en los Estados Unidos como una "verdadera ópera" hasta 1976, cuando la Houston Grand Opera produjo la partitura completa. Su estreno en la Metropolitan Opera en 1985 con Grace Bumbry y Simon Estes constituyó un triunfo artístico.
En la actualidad es considerada parte del repertorio de ópera estándar, aunque no está entre las más representadas. Porgy and Bess también se presenta internacionalmente y se han realizado diversas grabaciones de la obra. En las estadísticas de Operabase aparece la n.º 68 de las cien óperas más representadas en el período 2005-2010, siendo la 1.ª en Estados Unidos y la primera de Gershwin, con 56 representaciones.
El aria "Summertime" es con mucho, la pieza más divulgada de la obra, pues existen innumerables grabaciones e interpretaciones en vivo por diversos artistas, como las de Louis Armstrong y Ella Fitzgerald.
Esta ópera es admirada por la síntesis innovadora de las técnicas orquestales europeas, con las expresiones idiomáticas del Jazz y la música folk negra estadounidense conseguidas por Gershwin.
Porgy and Bess narra la historia de Porgy, un inválido afroamericano que habita los suburbios de Charleston, Carolina de Sur, y sus intentos por rescatar a Bess de las garras de Crown, su proxeneta y de Sportin' Life, un vendedor de drogas.

## Historia de la composición de Porgy and Bess
La primera vez que Gershwin leyó la novela Porgy de DuBose Heyward en 1926, mostró interés en componer una ópera y enseguida mandó una carta al autor. Aunque las reuniones iniciales fueron prometedoras, Gershwin no tenía prisa, lo que llevó pronto a Heyward a realizar una versión dramatizada de su novela en colaboración con su mujer Dorothy y que se estrenó como obra de teatro en 1927.
Tras el estreno, la obra despertó el interés de Al Jolson, quien pretendía colaborar junto con Jerome Kern y Oscar Hammerstein II para crear un musical a partir de la obra, con Jolson interpretando el papel principal y con la cara pintada, pero el entusiasmo inicial para el musical propuesto pronto decreció. Poco después tanto George Gershwin como su hermano Ira se unieron a Heyward en Charleston para dar forma a la ópera en la que Gershwin había estado pensando durante ese tiempo.

## Argumento

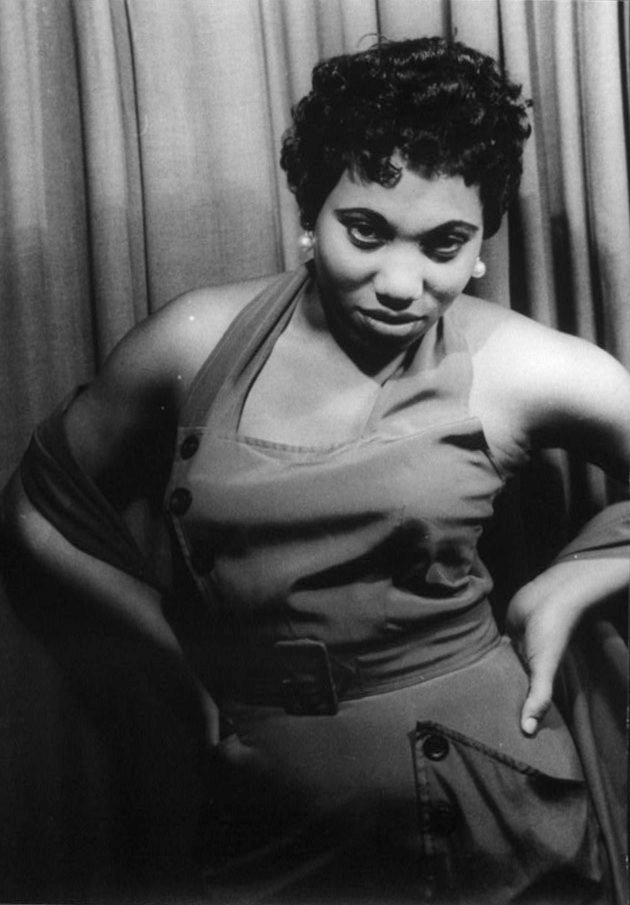
Leontyne Price en 1953 como Bess

La obra transcurre en Catfish Row, un miserable suburbio de población negra aledaño al puerto de Charleston, Carolina del Sur, EUA a principios de los años 1930.

### Acto I
Escena primera
Ha anochecido y algunos vecinos del suburbio están bebiendo, cantando y jugando a los dados. Una de las concurrentes, Clara, mientras acuna a su niñito, entona la famosísima canción Summertime.
Aparece Porgy, un pobre minusválido que llega feliz después de haber hecho una buena caja pidiendo limosna. A mitad de la partida, algunos jugadores comienzan a burlarse de Porgy a causa de la aparente atracción que este siente hacia una linda muchacha llamada Bess. El amante de esta, Crown, completamente borracho se enfrenta a otro parroquiano, Robbins, y tras enzarzarse en una pelea, Crown mata a Robbins. Antes de huir de la justicia, Crown le dice a su novia Bess que lo espere, pues piensa regresar en unas semanas.
Bess está deprimida y sin hombre que la proteja. Aparece un narcotraficante de cocaína, Sportin Life, y tras regalarle a Bess unas dosis de droga, le propone a la muchacha que se marche con él a Nueva York, a lo que esta se niega.
Bess, sin techo donde cobijarse, busca acomodo entre sus vecinos, pero todas las puertas se le cierran menos la del lisiado Porgy, que finalmente la acoge.
Escena segunda
La comunidad se reúne para velar el cadáver de Robbins.
Aparece la policía que acusa al viejo Peter del homicidio, este delata a Crown pero, a pesar de esto, la policía lo detiene como testigo ocular. Todos depositan su donativo para que Robbins sea enterrado decentemente. El encargado de la funeraria, al comprobar que no se ha reunido suficiente dinero, se niega a efectuar el entierro. Serena, la esposa de Robbins, promete pagar el entierro lo antes posible, a lo que el encargado de la funeraria finalmente accede. El acto acaba con un espiritual en memoria de Robbins.

### Acto II
Escena primera

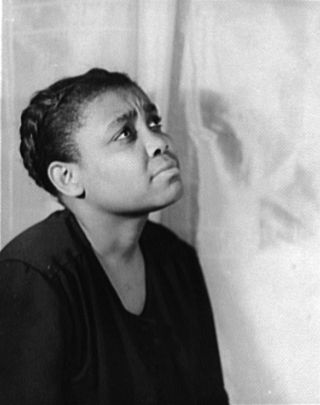
Ruby Elzy, 1935, la primera Serena en Porgy and Bess.

La vida transcurre monótonamente en Catfish Row. Los pescadores están reparando sus redes. Las mujeres, entre las que se encuentran María y Bess, están haciendo los preparativos para ir de excursión al día siguiente. Porgy, en la puerta de su casa, canta la felicidad que siente al vivir junto a Bess. Sportin Life va de acá para allá, intentando colocar su droga. Aparece Frazier, un abogado deshonesto, que saca dinero a Porgy por el divorcio de Crown y Bess, aunque nunca estuvieron casados. Cuando Sportin vuelve a insinuarse a Bess, Porgy lo echa. La escena termina con el lamento de Bess por tener que dejar sólo a Porgy para irse de excursión a la isla de Kittiwah con los demás.
Escena segunda
Isla de Kittiwah. La excursión está terminando. Cuando Sportin Life está dando una perorata contra la religión, lo interrumpe Serena diciendo que el barco los está esperando para regresar a Catfish Row. Todos recogen sus cosas y se alejan hacia el embarcadero.
Cuando Bess está a punto de marcharse, aparece Crown que ha estado escondido todas esas semanas en la isla. Crown le propone a Bess que vuelva con él, pero Bess intenta explicarle que ella ha cambiado de vida y que es feliz junto a Porgy. Crown insiste, Bess titubea y finalmente los antiguos amantes caen uno en brazos del otro mientras el barco zarpa sin Bess.
Escena tercera
Habitación de Porgy unos días más tarde. Bess, que ha regresado fingiendo haberse perdido en la isla, habla con Porgy, y este le da a entender que no la cree y que sabe que ella estuvo con Crown. Bess le contesta que quiere quedarse a vivir con él y que la ayude a rechazar a Crown si este aparece de nuevo, pues confiesa que le es difícil resistirse a la atracción de su antiguo amante.
El viento comienza a soplar con fuerza y el cielo se oscurece anunciando tormenta. Clara, la mujer del pescador Jake, expresa su preocupación por el esposo en alta mar.
Escena cuarta
Unas horas más tarde. La tormenta está en pleno apogeo. Las mujeres, reunidas en un cobertizo, están preocupadas por los pescadores, sobre todo Clara. Aparece Crown que viene a llevarse con él a Bess, pero ella se niega a seguirle. Porgy intenta defenderla, pero Crown lo tira al suelo. Clara, que ha tenido una premonición de cómo la barca de su marido zozobraba, sale precipitadamente al exterior. Ante las súplicas de Bess, Crown va en busca de Clara pero no sin antes jurar que volverá a por ella.

### Acto III
Escena primera

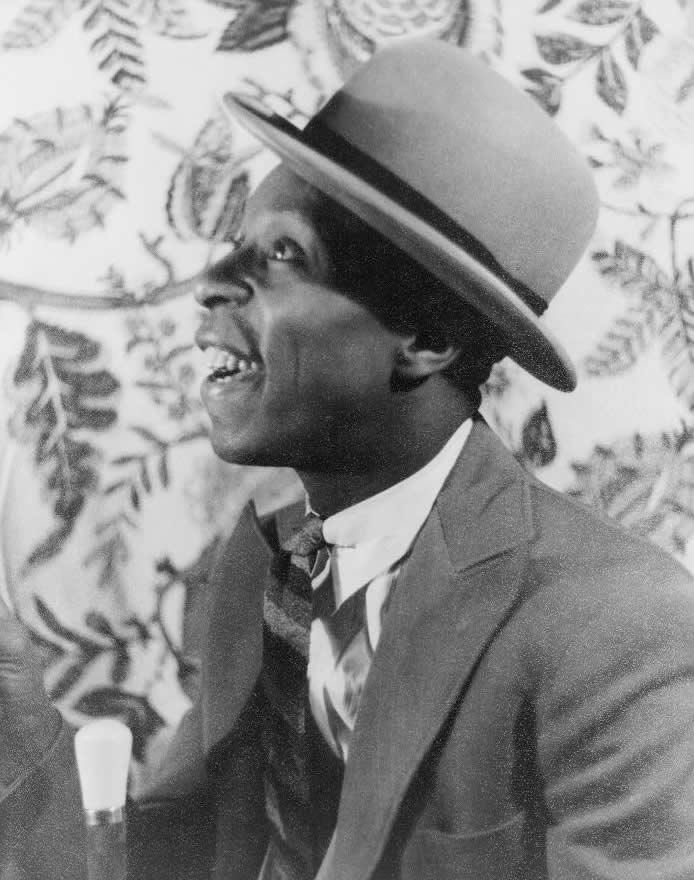
John W. Bubbles el primer Sporting Life

Noche del día siguiente. Todos lloran la desaparición de Jake, Clara y Crown a los que dan por desaparecidos. Bess, que lleva en sus brazos al bebé de Clara, le canta Summertime para dormirlo. Sportin Life, cínicamente, habla de los “dos” hombres de Bess.
Crown aparece furtivamente y entra en la habitación de Porgy en busca de Bess; pero el lisiado, que lo está aguardando, lo sorprende y lo mata. Porgy, triunfante, le grita a Bess: “¡Ahora sí que tienes un verdadero hombre, y es Porgy!”.
Escena segunda
La policía llega para investigar la muerte de Crown.
Primero interrogan a Serena, de quien sospechan pues su marido, Robbins, fue víctima de Crown. Luego, se llevan a Porgy para que identifique el cadáver.
Aparece Sportin Life y convence a Bess de que Porgy será condenado a cadena perpetua, le ofrece droga y le vuelve a proponer irse con él a Nueva York, a lo que Bess accede.
Escena tercera
Una semana más tarde regresa Porgy que ha sido puesto en libertad por la policía. Busca por todas partes a Bess, todos sus compañeros lo evitan, hasta que Serena y María se atreven a decirle que Bess se ha marchado con el traficante de cocaína. Porgy, lejos de amilanarse, pregunta en qué dirección queda Nueva York y, lleno de esperanza, emprende el camino en busca de su Bess.

## Discografía

### Versiones como ópera y como musical
- Highlights from Porgy and Bess (RCA 1935),

- Selections from George Gershwin's folk opera Porgy and Bess (Decca 1940 & 1942)  Original cast y 1942 Broadway con Anne Brown, Todd Duncan y Avon Long.

- Porgy and Bess (RCA 1950), Robert Merrill y Rise Stevens.
- Porgy and Bess (Columbia Masterworks 1951), primer registro como opera, Porgy: Lawrence Winters Bess: Camilla Williams Crown: Warren Coleman Serena: Inez Marrhews Clara: June McMechen María: Helen Dowdy Jake: Eddie Matthews Sportin Life: Avon Long Mingo: William A. Glover Robbins: Irving Washington Peter: Harrison Cattenhead, Coro: J. Rosamond Johnson Chorus Orquesta: CBS Director: Lehman Engel

- Porgy and Bess (1952),  Hamburgo, Davis/Breen touring company, con Leontyne Price, William  Warfield, y Cab Calloway. Primer registro en vivo como ópera (editado en 2008)

- Porgy and Bess, (RCA 1963), Leontyne Price y William Warfield. John W. Bubbles, y McHenry Boatwright. Leontyne Price ganó un Grammy.

- Porgy and Bess (Decca/London 1976), integral como ópera con la  Cleveland Orchestra dirigido por Lorin Maazel. Porgy: Willard White Bess: Leona MitchellCrown: Henry Boatwtight Serena: Florence Quivar Clara: Barbara Hendricks María: Barbara Conrad Jake: Arthur Thompson Sportin Life: Francois Clemmons Mingo: James Vincent Pickens Robbins: Samuel Hagan Peter: William Brown

- Porgy and Bess (RCA 1977), registro integral de la Opera de Houston, Porgy: Donnie Ray Albert Bess: Clamma Dale Crown: Andrew Smith Serena: Wilma Shakesnider Clara: Bety Lane María: Carol Brice Jake: Alexander Smalls Sportin Life: Larry Marshall Mingo: Bernard Thacker Robbins: Glover Parham Peter: Mervin Wallace, Houston Grand Opera Director: John de Main

- Porgy and Bess (EMI 1989),  Festival de Glyndebourne dirigido por Simon Rattle y banda sonora a la producción para televisión de 1993.Porgy: Willard White Bess: Cynthia Haymon Crown: Gregg Baker Serena: Cynthia Clarey Clara: Harolyn Blackwell María: Marietta Simpson Jake: Bruce Hubbard Sportin Life: Damon Evans Mingo: Barrington Coleman Robbins: Johnny Worthy Peter: Mervin Wallace

- Porgy and Bess (Decca 2006), primer registro del arreglo del compositor para la puesta de 1935 en Broadway con Alvy Powell (Porgy), Marquita Lister (Bess), Nicole Cabell (Clara) and Robert Mack (Sportin' Life),  Nashville Symphony Orchestra dirigido por John Mauceri.

- Porgy and Bess (Sony 2009), Styriarte Festival in Graz, Austria, dirigido por Nikolaus Harnoncourt con Isabelle Kabatu y Jonathan Lemalu y Roberta Alexander.

### Versiones discográficas (Jazz)
- Porgy and Bess (1956), con Mel Tormé y Frances Faye
- Porgy and Bess (1957),  Louis Armstrong y Ella Fitzgerald.
- Porgy and Bess (álbum de Miles Davis), (1958) Miles Davis y Gil Evans.
- Porgy and Bess, (1959) Sammy Davis, Jr. y Carmen McRae.
- Oscar Peterson Plays Porgy & Bess (1959), Oscar Peterson.
- Porgy and Bess, (1959) Harry Belafonte y Lena Horne.
- The Modern Jazz Quartet Plays George Gershwin's Porgy and Bess (1966), The Modern Jazz Quartet.
- Porgy and Bess (1976), Oscar Peterson y Joe Pass.
- Porgy and Bess (1976), Ray Charles y Cleo Laine.
- Porgy & Bess (1997), Joe Henderson.
- Favero-Gershwin-Porgy and Bess in Concert (2002), Alberto Favero, Marcelo Mayor, Pocho Lapouble y Jorge González.

## Película
- Porgy and Bess (Columbia 1959), Robert McFerrin y Adele Addison, doblaron a Sidney Poitier y Dorothy Dandridge. Pearl Bailey y Brock Peters dirigidos por Andre Previn.

## Para saber más
- Fisher, Burton D. Porgy and Bess (Opera Journeys Mini Guide Series) Coral Gables, Florida: Opera Journeys Publishing, 2000. ISBN 1-930841-19-1. Overview of the opera
- Capote, Truman. The Muses Are Heard: An Account.  New York: Random House, 1956. ISBN 0-394-43732-2 Story of the 1955 Porgy and Bess production in Moscow
- Jablonski, Edward: Gershwin: A Biography Garden City, New Jersey: Doubleday & Company, 1987, ISBN 0-7924-2164-7
- Jablonski, Edward and Lawrence D. Stewart: The Gershwin Years, Garden City, New Jersey: Doubleday & Company, 1973, Second edition, ISBN 0-306-80739-4
- Kimball, Robert and Alfred Simon: The Gershwins, New York: Atheneum, 1973, ISBN 0-689-10569-X
- Marx, Arthur. Goldwyn: A Biography of the Man Behind the Myth, W.W. Norton, 1976, ISBN 0393074978
- Schwartz, Charles: Gershwin: His Life and Music New York: Bobbs-Merrill Company, 1973, ISBN 0-306-80096-9
- Standifer, James: "The Complicated Life of Porgy and Bess" Humanities November/December 1997 (Also accessible on NEH website)
- Southern Eileen: The Music of Black Americans: A History, New York: W. W. Norton & Company; 3rd edition, ISBN 0-393-97141-
- Alpert, Hollis: The Life and Times of Porgy and Bess: The Story of an American Classic Publisher: Nick Hern Books, 1991 ISBN 1854590545
- Fisher, Burton D. Porgy and Bess (Opera Journeys Mini Guide Series) Coral Gables, Florida: Opera Journeys Publishing, 2000, ISBN 1-930841-19-1 Overview of the ope
- Weaver, David E: "The Birth of Porgy and Bess", pp. 80–98, Black Diva of the Thirties - The Life of Ruby Elzy, University Press of Mississippi, 2004